# Spagnoli in Italia
Gli spagnoli in Italia sono una comunità migrante di 26.133 persone nel 2018, presenti soprattutto in Lombardia e Lazio.

## Storia
Il Regno di Sicilia fu un antico Stato situato nel Sud Italia, esistito dal 1130 al 1816, ovvero fino all'istituzione del Regno delle Due Sicilie.
Costituito nel 1130, con Ruggero II d'Altavilla (fusione della Contea di Sicilia e del Ducato di Puglia e Calabria), e durato fino all'inizio del XIX secolo, la sua sovranità fu assicurata dall'assai longevo Parlamento con sede a Palermo. Per questo è considerato da diversi studiosi come il prototipo del moderno Stato europeo.
Il nuovo Stato insisteva, oltre che sulla Sicilia, su tutti i territori del Mezzogiorno, attestandosi come il più ampio e importante degli antichi Stati italiani; il suo assetto giurisdizionale risultava ben definito fin dalla promulgazione delle Assise di Ariano del 1140-1142.
A seguito di contrasti con Manfredi di Svevia, appartenente alla famiglia imperiale degli Hohenstaufen che era succeduta agli Altavilla, papa Clemente IV nominò, nel giorno dell'Epifania del 1266, Carlo I d'Angiò nuovo Rex Siciliae. Ma il pesante fiscalismo imposto dai sovrani della dinastia angioina e il malcontento diffuso a tutti gli strati della popolazione isolana determinarono la rivolta del Vespro; a questa seguì la guerra dei novant'anni tra Pietro III d'Aragona, imparentato con gli Hohenstaufen, e gli Angiò. Sconfitto, il 26 settembre 1282, Carlo d'Angiò lasciò definitivamente la sola Sicilia nelle mani della dinastia aragonese, che con Federico III di Sicilia diede vita alla autonoma Casa regnante degli Aragona di Sicilia.
Alla stipula della Pace di Caltabellotta (1302) seguì la formale divisione del regno in due: Regnum Siciliae citra Pharum (noto nella storiografia moderna come Regno di Napoli) e Regnum Siciliae ultra Pharum ("Regno di Sicilia", che, per un certo periodo, dal 1282 al 1416, fu noto anche come Regno di Trinacria).
Dal 1412 i sovrani della dinastia Aragonese governarono il "Regno di Sicilia ultra" avvalendosi di viceré.
A partire dal 1516, il regno di Sicilia, con Carlo V, passò agli Asburgo di Spagna, venendo governato anche in questo caso attraverso dei viceré, fino al 1713 (de facto fino al 1707). 
In seguito, con Carlo di Borbone, a partire dal 1734-1735, il medesimo reame fu retto in unione personale con il Regno di Napoli, e così dai suoi successori, fino all'unificazione giuridica avvenuta nel dicembre 1816, con l'istituzione del Regno delle Due Sicilie. Infine, dal gennaio 1848 al maggio 1849, vi fu un ultimo Stato, monarchico-costituzionale, conosciuto anch'esso come Regno di Sicilia.
Regno di Napoli è il nome con cui è conosciuto, nella storiografia moderna, l'antico Stato italiano esistito dal XIV al XIX secolo ed esteso a tutta l'Italia meridionale (Sicilia esclusa).
Il suo nome ufficiale era Regnum Siciliae citra Pharum, il cui significato è “Regno di Sicilia al di qua del Faro”, in riferimento al Faro di Messina, e si contrapponeva al contemporaneo Regnum Siciliae ultra Pharum, cioè “Regno di Sicilia al di là del Faro”, che si estendeva sull'intera isola di Sicilia. In epoca normanna, l'intero Regno di Sicilia era distinguibile in due macro-aree: la prima includeva i territori insulari della ex Contea di Sicilia; la seconda includeva invece i territori peninsulari, costituiti in larga parte da quelli che furono il Ducato di Puglia e Calabria e il Principato di Capua;  riuniti con i normanni nel suddetto regno.
Quest'ultimo Stato fu istituito nel 1130, col conferimento a Ruggero II d'Altavilla del titolo di Rex Siciliae dall'antipapa Anacleto II, titolo confermato nel 1139 da papa Innocenzo II. Il nuovo Stato insisteva così su tutti i territori del Mezzogiorno, attestandosi come il più esteso degli antichi Stati italiani; il suo assetto normativo fu definitivamente formalizzato fin dalle Assise di Ariano del 1140-1142. In seguito, con la stipula della pace di Caltabellotta del 1302, seguì la formale divisione del regno in due: Regnum Siciliae citra Pharum (noto nella storiografia come Regno di Napoli) e Regnum Siciliae ultra Pharum (anche noto, per un breve periodo, come Regno di Trinacria, e conosciuto nella storiografia come Regno di Sicilia). Pertanto tale trattato può essere considerato l'atto di fondazione convenzionale dell'entità politica oggi nota come Regno di Napoli.
Il regno, come Stato sovrano, vide una grande fioritura intellettuale, economica e civile, sia sotto la dinastia angioina (1282-1442), sia in seguito alla conquista aragonese del trono napoletano da parte di Alfonso I (1442-1458), sia sotto il governo di un ramo cadetto della Casa d'Aragona (1458-1501); a quel tempo, la capitale, Napoli, era celebre per lo splendore della sua corte e il mecenatismo dei suoi sovrani. Nel 1504, la Spagna unita sconfisse la Francia nel contesto delle guerre d'Italia, e il Regno di Napoli fu da allora legato dinasticamente alla monarchia ispanica insieme a quello di Sicilia, fino al 1713 (de facto fino al 1707): entrambi furono governati come due vicereami distinti ma con la dicitura ultra et citra Pharum, e con la conseguente distinzione storiografica e territoriale tra Regno di Napoli e Regno di Sicilia. In seguito alla pace di Utrecht il reame napoletano passò ad essere amministrato, per un breve periodo (1713-1734), dalla monarchia asburgica d'Austria. Benché i due regni, nuovamente riuniti, ottennero l'indipendenza con Carlo di Borbone già nel 1735, l'unificazione giuridica definitiva di entrambi i regni si ebbe solo nel dicembre 1816, con la fondazione dello Stato sovrano del Regno delle Due Sicilie.
Il territorio del Regno di Napoli, inizialmente, corrispondeva alla somma dei territori delle odierne regioni italiane di Abruzzo, Molise, Campania, Puglia, Basilicata e Calabria, comprendendo anche alcune aree dell'attuale Lazio meridionale ed orientale, appartenenti fino al 1927 alla Campania, ovvero all'antica provincia di Terra di Lavoro (circondario di Gaeta e circondario di Sora), ed all'Abruzzo.
La Forza anfibia italo-spagnola è una forza da sbarco congiunta delle Marine militari di Italia e Spagna.
Vi è integrata la SILF (Spanish Italian Landing Force), un'unità militare anfibia italo-spagnola.
Dal 2007 la SILF è uno dei gruppi di combattimento istituiti in base alla Politica di sicurezza e di difesa comune dell'Unione europea.
Il 23 novembre 1998 viene costituita la Forza anfibia italo-spagnola (SIAF) tra Marina Militare  e Armada Española, affiancata dalla forza da sbarco congiunta italo-spagnola, la SILF, fanteria di marina destinata ad operare nei teatri di combattimento internazionali per conto della NATO.
La componente navale è responsabile dell’imbarco e della protezione della forza imbarcata, del trasferimento verso l’Amphibious Objective Area (AOA), nonché dello sbarco della forza e del supporto al combattimento e logistico, dell’operazione anfibia a terra.
La SILF viene strutturata in forma di Brigata anfibia, composta da truppe anfibie fornite dal Tercio de Armada (per la parte spagnola) e dal COMFORSBARC (per la parte italiana)
.
Si tratta del terzo polo anfibio NATO che si pone al fianco del Gruppo anfibio statunitense e della Forza anfibia anglo–olandese.
Dal 2007 a più riprese la SILF è stata il gruppo tattico dell'UE.

L'immigrazione spagnola in Italia ha radici storiche che risalgono a diversi secoli fa, ma un significativo flusso migratorio si è verificato soprattutto durante il XX secolo. Dopo la Guerra Civile Spagnola (1936-1939) e durante il regime franchista, molti spagnoli cercarono rifugio in altri paesi, tra cui l'Italia. Tuttavia, l'immigrazione spagnola in Italia divenne particolarmente rilevante negli anni '60 e '70, quando l'Italia stessa era coinvolta in un periodo di rapida crescita economica noto come "il miracolo economico italiano".
Durante questo periodo, l'Italia stava vivendo un boom economico e aveva bisogno di manodopera aggiuntiva per sostenere la sua crescita industriale. Di conseguenza, lavoratori migranti provenienti da diverse regioni, compresa la Spagna, si trasferirono in Italia in cerca di lavoro. Gli spagnoli si stabilirono principalmente nelle regioni settentrionali e centrali d'Italia, come Lombardia, Emilia-Romagna e Toscana, dove molte opportunità di lavoro erano disponibili.
L'immigrazione spagnola in Italia ha contribuito alla diversità culturale del paese e ha influenzato vari aspetti della società italiana, inclusa la cucina, l'arte e la cultura. Nel corso degli anni, molti spagnoli si sono integrati nella società italiana, mantenendo nel contempo le proprie tradizioni e identità culturali.

## Demografia
Spagnoli in Italia